# Tour da Argélia
O Tour da Argélia (oficialmente: Tour d'Algérie) é uma competição de ciclismo profissional por etapas que se disputa na Argélia.

## História
A sua primeira edição foi em 1949 com 19 etapas, ainda que tem tido várias paragens e não se disputou de forma continuada alternando edições profissionais com amadoras e com uma progressiva diminuição do número de etapas. Depois de ter estado 7 anos sem disputar-se voltou em 2011 fazendo parte do UCI Africa Tour, dentro da categoria 2.2 (última categoria do profissionalismo), tendo 5 etapas. A sua última edição foi em 2014.

### Novo Tour da Argélia
Em 2013 decidiram unir-se várias corridas da Argélia para recordar em antigo Tour da Argélia com 12 dias de competição consecutivos por estradas do seu país (este Tour da Argélia, Circuito da Argélia, Tour de Tipaza e Tour de Blida) logicamente com as suas classificações independentes por cada corrida mas compartilhando equipas participantes e logística. Em 2014 ampliou-se o número destas corridas (acrescentando o Grande Prêmio de Oran, Tour de Setif, Critérium Internacional de Setif, Tour de Constantino e o Critérium Internacional de Blida e tirando o Tour de Tipaza) com um total de 19 dias de competição em 22 dias e no 2015 teve outra ampliação com a introdução do Tour de la Wilaya d'Oran, Tour de Annaba e Critérium Internacional de Constantino e a exclusão do Critérium Internacional da Argélia e deste Tour da Argélia (22 dias de competição em 25 dias).

## Palmarés

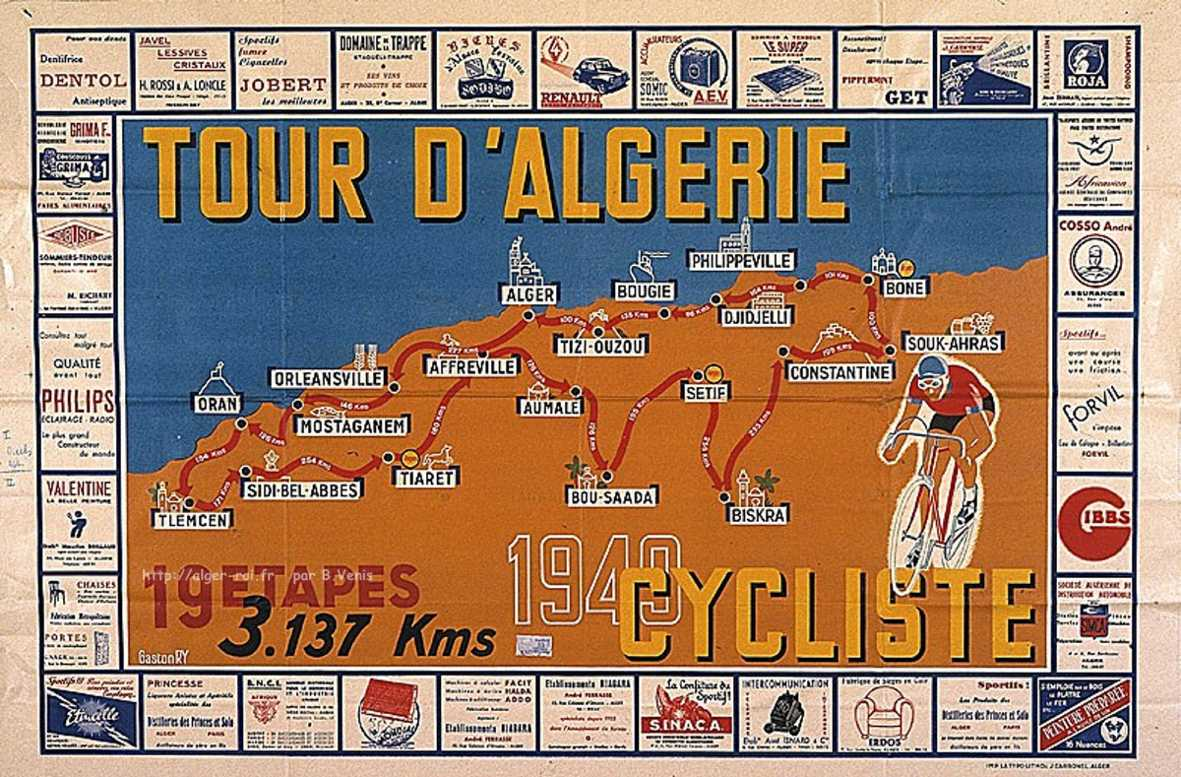
Percurso do Tour da Argélia 1949, foi a primeira edição.

Em amarelo: edição amador.
| Ano       | Ganhador             | Segundo               | Terceiro           |
| --------- | -------------------- | --------------------- | ------------------ |
| 1949      | Hilaire Couvreur     | Roger Dequenne        | Edward Van Dyck    |
| 1950      | Hilaire Couvreur     | Angelo Menon          | Alex Close         |
| 1951      | André Rosseel        | Maurice Quentin       | Robert Varnajo     |
| 1952      | Vincent Vitetta      | Jean Dotto            | Georges Meunier    |
| 1953      | Germain Derycke      | Raymond Impanis       | Maurice Neyt       |
| 1970      | Zygmund Hanusik      | Piet Legierse         | Bernd Knispel      |
| 1971      | Zbignien Krzeszowiec | Ivan Skosirev         | Dmitri Trichin     |
| 1972      | Frits Schur          | Jiri Hava             | Dusan Zeman        |
| 1973      | Stanislaw Szozda     | Alexandre Yudin       | Ryszard Szurkowski |
| 1974      | Não se disputou      | Não se disputou       | Não se disputou    |
| 1975      | Sven-Ake Nilsson     | Aavo Pikkuus          | Alexandre Yudin    |
| 1976-1983 | Não se disputou      | Não se disputou       | Não se disputou    |
| 1984      | Niedine Tchambaz     |                       |                    |
| 1985      | Sebti Benzine        | Malek Hamza           | Gilles Figue       |
| 1986      | Salim Belkir         | Sebti Benzin          | Miklos Somogy      |
| 1987      | Abdelbechir Reguigui |                       |                    |
| 1988      | Steffen Rein         | Miroslav Liptak       | Falk Boden         |
| 1989-2000 | Não se disputou      | Não se disputou       | Não se disputou    |
| 2001      | Mohamed Abdel        | Ahmed El Nady         | Mohamed Khaled     |
| 2002      | Não se disputou      | Não se disputou       | Não se disputou    |
| 2003      | Mohamed Er Regragui  |                       |                    |
| 2004-2010 | Não se disputou      | Não se disputou       | Não se disputou    |
| 2011      | Azzedine Lagab       | Adil Jelloul          | Natnael Berhane    |
| 2012      | Natnael Berhane      | Adil Jelloul          | Joaquín Sobrinho   |
| 2013      | Víctor de la Parte   | Mustafa Sayar         | Stefan Schumacher  |
| 2014      | Mekseb Debesay       | Devid Tintori         | Ting Hon Yeung     |
| 2015-2017 | Não se disputou      | Não se disputou       | Não se disputou    |
| 2018      | Azzedine Lagab       | Abderrahmane Mansouri | Gabriel Reguero    |

## Palmarés por países
| País              | Vitórias |
| ----------------- | -------- |
| Argélia           | 6        |
| Bélgica           | 4        |
| Polónia           | 3        |
| Eritreia          | 2        |
| Espanha           | 1        |
| Países Baixos     | 1        |
| Suécia            | 1        |
| Alemanha Oriental | 1        |
| Egito             | 1        |
| Marrocos          | 1        |
| França            | 1        |